# پرستون ادواردز
پرستون ادواردز (انگلیسی: Preston Edwards؛ زادهٔ ۵ سپتامبر ۱۹۸۹) بازیکن فوتبال اهل بریتانیا است.
از باشگاه‌هایی که در آن بازی کرده‌است می‌توان به باشگاه فوتبال بورم‌وود، باشگاه فوتبال دالیچ هملت، باشگاه فوتبال ابسفلیت یونایتد، باشگاه فوتبال میلوال، باشگاه فوتبال گرایس اتلتیک، و باشگاه فوتبال دوور اتلتیک اشاره کرد.
وی همچنین در تیم‌های ملی فوتبال زیر ۱۷ سال انگلستان، زیر ۱۸ سال انگلستان، و تیم ملی فوتبال انگلستان C بازی کرده‌است.